# Euchalcia taurica
Euchalcia taurica là một loài bướm đêm trong họ Noctuidae.